# Euphorbia humistrata
Euphorbia humistrata är en törelväxtart som beskrevs av Georg George Engelmann och Asa Gray. Euphorbia humistrata ingår i släktet törlar, och familjen törelväxter. Inga underarter finns listade i Catalogue of Life.